# Chaetium bromoides
Chaetium bromoides là một loài thực vật có hoa trong họ Hòa thảo. Loài này được (J.Presl) Benth. mô tả khoa học đầu tiên năm 1881.